# دونالد فلوريس
دونالد فلوريس (بالإنجليزية: Donald Flores)‏ هو سياسي أمريكي، ولد في 22 أكتوبر 1948 في غوام في الولايات المتحدة، وتوفي في 2 يونيو 2014 في الولايات المتحدة. حزبياً، نشط في Republican Party (Northern Mariana Islands) ‏ والحزب الجمهوري.